# Eduards Dašķevičs
Eduards Dašķevičs, né le 12 juillet 2002 à Daugavpils en Lettonie, est un footballeur international letton. Il évolue au poste d'ailer gauche au Riga FC.

## Carrière

### En club
Né à Daugavpils en Lettonie, Eduards Dašķevičs est formé par le club local du BFC Daugavpils avant de rejoindre la Belgique lors de l'été 2018 pour poursuivre sa formation au RSC Anderlecht. Il est notamment en concurrence avec Jérémy Doku durant son parcours chez les Mauves. Il apparait avec l'équipe première lors de l'été 2019, jouant notamment un match amical contre le Benfica Lisbonne. Il se blesse ensuite et est absent des terrains pendant un mois et demi. Il doit après cela poursuivre sa progression avec l'équipe des moins de 21 ans et n'a jamais sa chance avec le club belge.
Lors de l'été 2021 il quitte librement le RSC Anderlecht et signe le 26 août 2021 en faveur du club norvégien de Hamarkameratene pour un contrat courant jusqu'en décembre 2022.
C'est donc avec ce club qu'il fait ses débuts en professionnel, le 11 septembre 2021, lors d'une rencontre de deuxième division norvégienne face à l'Åsane Fotball. Il entre en jeu et son équipe s'impose par quatre buts à zéro.
Le 5 janvier 2023, Eduards Dašķevičs fait son retour dans son pays natal en rejoignant le Riga FC. Il signe un contrat courant jusqu'en décembre 2027 avec une année supplémentaire en option.
Dašķevičs marque son premier but pour Riga le 20 avril 2023, lors d'une rencontre de championnat face au SK Super Nova. Buteur après son entrée en jeu, il participe à la victoire de son équipe par quatre buts à zéro.

### En sélection
Eduards Dašķevičs représente l'équipe de Lettonie des moins de 17 ans, jouant au total huit matchs avec cette sélection de 2017 à 2018 et marquant un but.
Eduards Dašķevičs est convoqué pour la première fois avec l'équipe nationale de Lettonie en mars 2023. Il ne joue toutefois aucun match lors de ce rassemblement mais est rappelé lors du suivant où il honore cette fois sa première sélection, le 16 juin 2023, contre la Turquie. Il entre en jeu à la place d'Andrejs Cigaņiks et son équipe est battue par trois buts à deux,.

## Palmarès
Riga FC
- Coupe de Lettonie (1) :
  - Vainqueur : 2023.